# Chũm chọe
Chũm chọe, chập cheng (hay cymbal) là một nhạc cụ bộ gõ phổ biến trên thế giới. Chập cheng là những tấm hợp kim mỏng, hình tròn. Kích thước của chập cheng thường không xác định (có nhiều loại khác nhau phân biệt dựa vào kích thước), tuy nhiên cũng có loại chập cheng có hình dạng những đĩa nhỏ, kích thước xác định để tạo ra những nốt nhạc cố định như Crotales. Chập cheng được sử dụng nhiều trong biểu diễn từ dàn nhạc giao hưởng, cụm bộ gõ, các ban nhạc jazz và các nhóm diễu hành. Bộ trống hiện đại ngày nay thường kết hợp ít nhất là một chập cheng to (Ride cymbal), chập cheng trung (Crash cymbal),chập cheng nhỏ (Splash cymbal) và một cặp chập cheng hi-hat. Loại chập cheng truyền thống của Việt Nam là chập cheng đôi (Clash cymbal). Chập cheng còn gọi tắt là cheng, ví dụ như cheng đồng, cheng gỗ.

## Nguồn gốc tên gọi

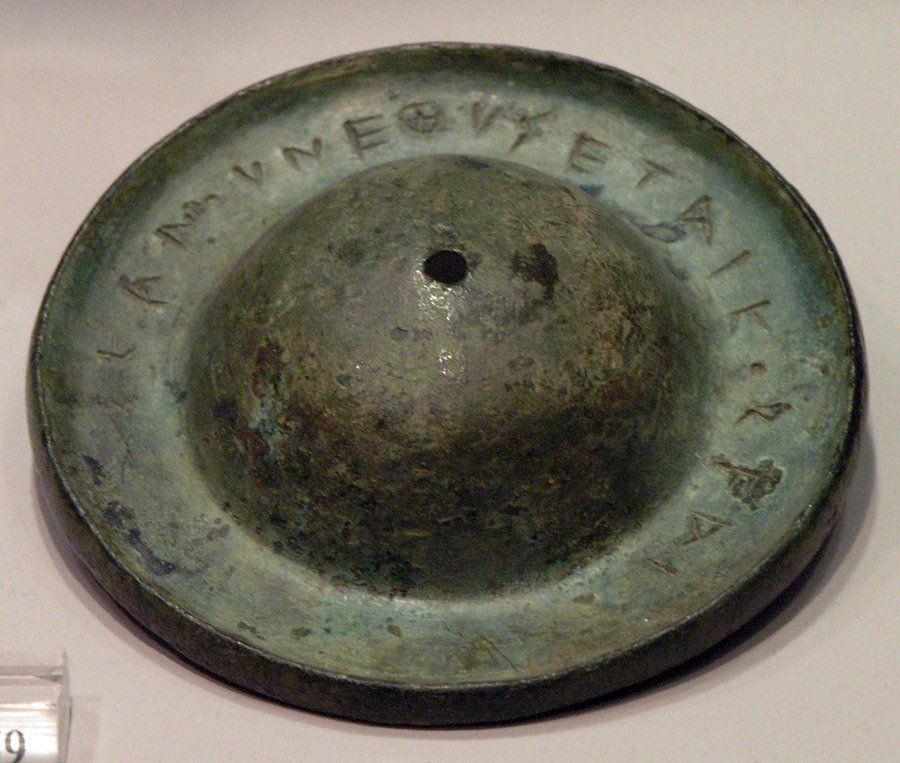
Chũm chọe đồng Hy Lạp cổ đại, Thế kỷ 5 TCN, Bảo tàng Khảo cổ học quốc gia Athens

## Sản xuất

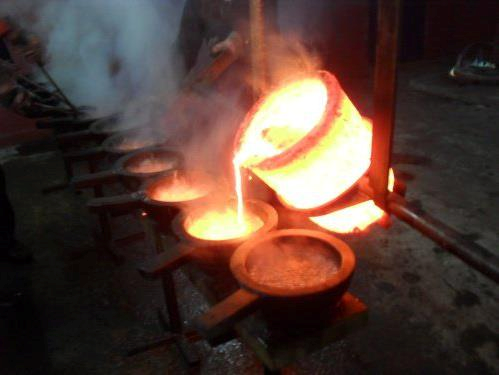
Đổ hợp kim nóng chảy vào khuôn để sản xuất chũm chọe ở Istanbul

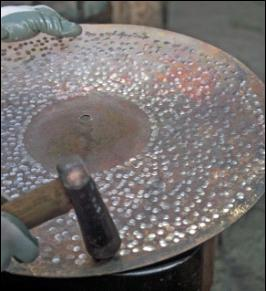
Dùng búa làm phẳng bề mặt chũm chọe